# Lissonota spilostethus
Lissonota spilostethus là một loài tò vò trong họ Ichneumonidae.